# المقاتل النهائي: فريق هيوز ضد فريق سيرا
المقاتل النهائي: فريق هيوز ضد فريق سيرا (بالإنجليزية: The Ultimate Fighter: Team Hughes vs. Team Serra)‏ هو الموسم السادس من المسلسل التلفزيوني الواقعي المقاتل النهائي الذي أنتجته يو إف سي وعُرض لأول مرة في 19 سبتمبر 2007.

## نهائي المقاتل النهائي 6
المقاتل النهائي: نهائي فريق هيوز ضد فريق سيرا (المعروف أيضًا باسم نهائي المقاتل النهائي 6) كان حدثًا للفنون القتالية المختلطة أُقيم من قِبل يو إف سي في 8 ديسمبر 2007.